# Inmigración armenia en Uruguay
La inmigración armenia en Uruguay ha sido una de las corrientes migratorias más destacadas que ha recibido el país sudamericano. La comunidad armenia de Uruguay es una de las más antiguas, así como una de las más numerosas de América del Sur, con su gran mayoría concentrándose en la capital y ciudad más poblada del país, Montevideo.
Entre los uruguayos de origen armenio se destacan Liliam Kechichián (exministra de Turismo), Roberto Markarián (rector de la Universidad de la República), Sergio Markarián (entrenador de fútbol), Berch Rupenián (empresario y conductor radial), Avedis Badanián (periodista televisivo), Garo Arakelián (músico) y Nerses Ounanian (escultor y pintor).

## Cultura

### Religión

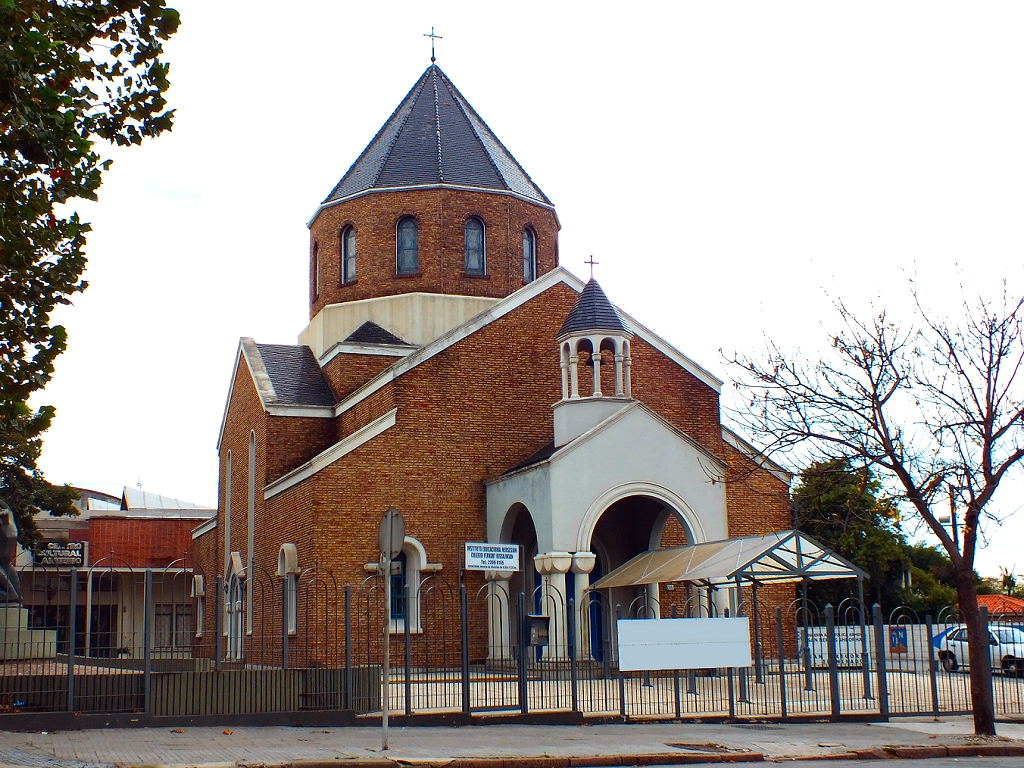
Iglesia Apostólica Armenia San Nerses Shnorhali en Montevideo.

La mayoría de los armenios pertenecen a la Iglesia Apostólica Armenia. El centro principal es la Iglesia Armenia del Uruguay en Montevideo. La iglesia también tiene una estatua conmemorativa del escultor Nerses Ounanian, dedicado a las víctimas del genocidio armenio.
La comunidad armenio-católica en Uruguay tiene su centro en la Iglesia Nuestra Señora de Bzommar, en el barrio del Prado. Recientemente fue visitada por el Eparca de los Estados Unidos, Mikael Antoine Mouradian quien visitó la Co-Catedral para celebrar los ritos fúneberes de Mons. Pablo Hakimian tras su fallecimiento en noviembre de 2024.

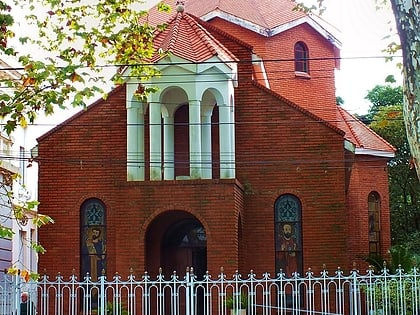
Catedral de Nuestra Señora de Bzommar en Montevideo

### Cocina
La gastronomía armenia está muy presente en Uruguay. Varios restaurantes y pizzerías ofrecen lehmeyún (nombre local del lahmajun).

### Danzas
Una de las actividades sociales realizadas por la comunidad son los grupos de danza, Kermanig, Shiraz y Gayane, manteniendo siempre viva la cultura armenia.

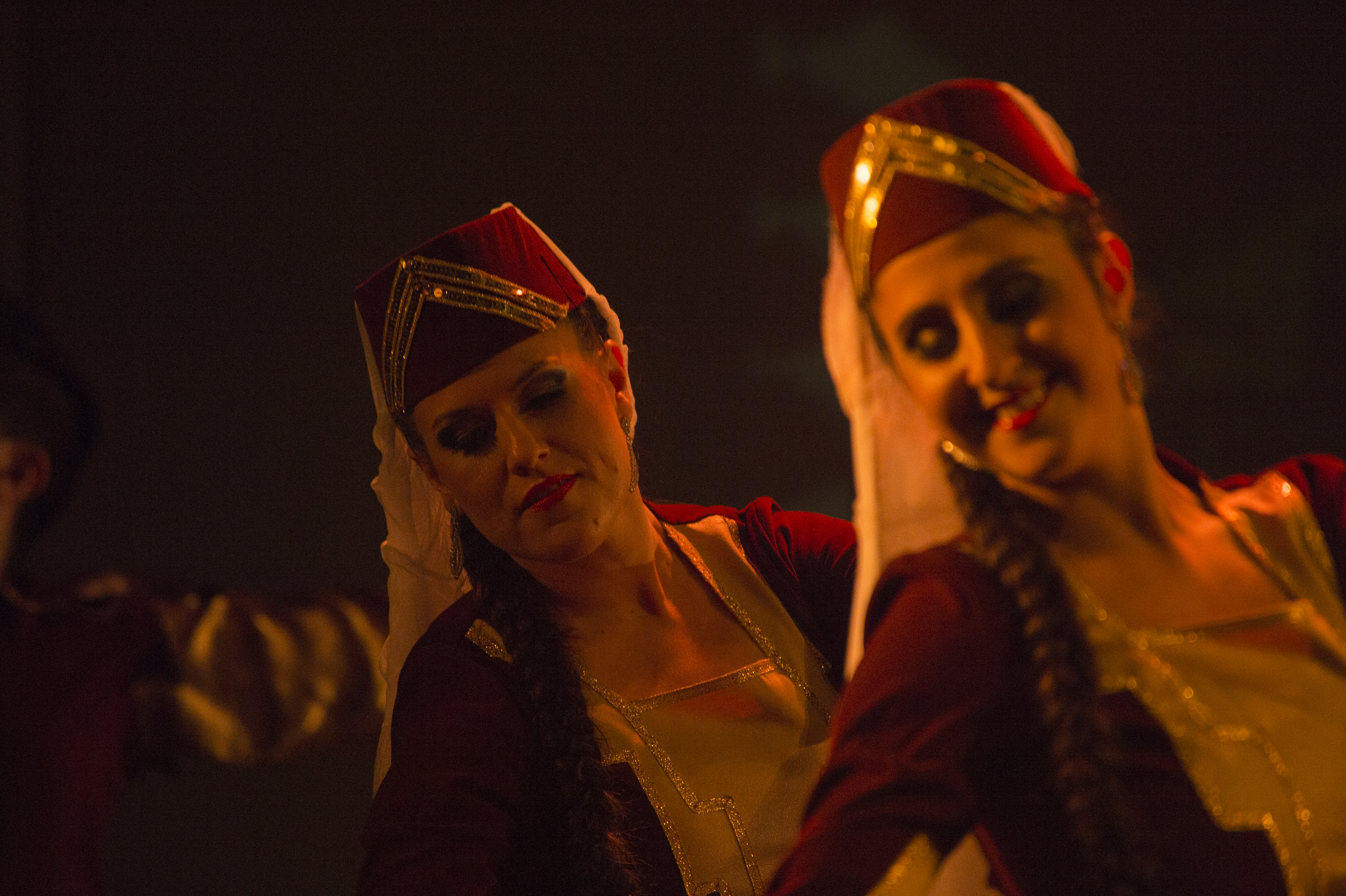
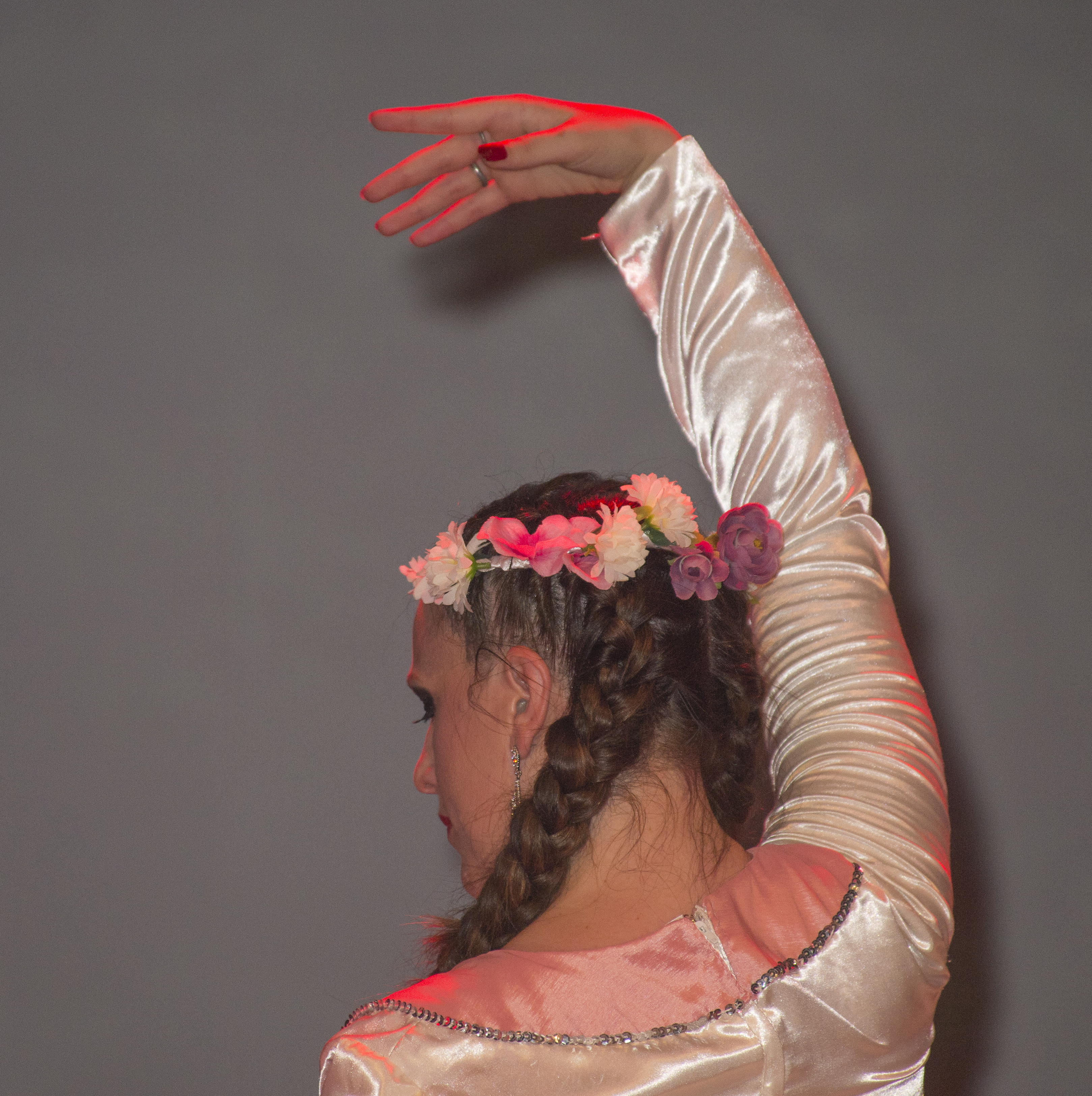